# Ricardo Bango
Ricardo Bango González (Gijón, 18 settembre 1968) è un ex calciatore spagnolo, di ruolo centrocampista.

## Carriera

### Club
Ha giocato nei campionati spagnolo e messicano.

### Nazionale
A livello di nazionale, ha collezionato 2 presenze.